# ゲルツィケ公国

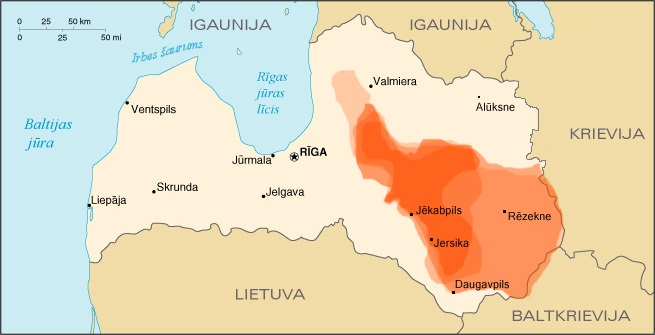
現ラトビアとゲルツィケ公国領

ゲルツィケ公国（ベラルーシ語: Герцыкскае княства、ラトビア語: Terra Gercike）は、ゲルツィケ（現ラトビア・Jersika(lv)）を首都として1190年頃から1239年の間に存在した、ポロツク公国の分領公国である。統治者としてはフセヴォロド(ru)（ロシア語: Всеволод / ラトビア語: Wiscewolodus）のみが知られている。

## 歴史
公国の歴史に関する主な情報源は、マクデブルク出身のハインリヒ・フォン・レットラント(ru)（ラトビアのヘンリー）によって書かれた『リヴォニア年代記』である。同書内では、はじめポロツク公の封臣であり、後にリガ司教に従属するフセヴォロドという公の統治期について記されている。フセヴォロドは、正確な血縁関係は明らかではないが、リューリク朝・ポロツク公家(ru)（祖：イジャスラフ・ウラジミロヴィチ）の出身者と考えられている。
ラトビアのヘンリーの著述によると、フセヴォロドはリトヴァ族(ru)（現リトアニア南東部から現ベラルーシ北西部（ネマン川・ドニエプル川上流域）に居住していた東バルト系部族）と同盟し、リヴォニア帯剣騎士団と戦った。しかし1209年にリガ司教の捕虜となり、リガ司教の家臣となることを認めざるを得なくなった。しかし、しばらくしてフセヴォロドはその約束を反故にし、1215年まで再びリヴォニア帯剣騎士団と戦った（公国に関する記録は1215年のものがもっとも新しい記録である）。その後、1239年には、ゲルツィケ公国領は十字軍勢力の支配下に入った。

## 伝説
伝説では、生きながらえたゲルツィケの要塞の人々が西ドヴィナ川左岸へ渡り、クールラントのラトビア人の中へ移住したという。そしてこの逃亡者たちから、ルーシ史でいうスロボダ（納税免除集落）のような居住区が興り、1670年にクールラント・ゼムガレン公ヤーコプ・ケトラーの法令によって都市となったという。都市はヤーコプにちなみヤーコプシュタットと名づけられ、現在のイェーカブピルスに至るという。ヤーコプシュタットでは1675年に正教会の教会が立てられ、14 - 15世紀のプラシチャニツァ(ru)（ロシア語: Плащаница。棺中のイエス・キリスト（イイスス・ハリストス）を描いた布）が収められていたという。